# إدوارد غريني
إدوارد غريني (بالإنجليزية: Edward Green)‏ هو لاعب رماية أمريكي، ولد في 1876، وتوفي في 23 فبراير 1957.

## وصلات خارجية
- إدوارد غريني على موقع أوليمبيديا (الإنجليزية)